# فاکیرا
فاکیرا (به انگلیسی: Fakira) فیلمی هندی محصول سال ۱۹۷۶ و به کارگردانی سی.پی دیکسیت است. در این فیلم بازیگرانی همچون شاشی کاپور، شبانه اعظمی، آسرانی، آریونا ایرانی، دنی دنزونگپا و افتخار ایفای نقش کرده‌اند.